# امیکرون کمان
امیکرون کمان یک ستاره است که در صورت فلکی کمان قرار دارد.